# Zijkapel

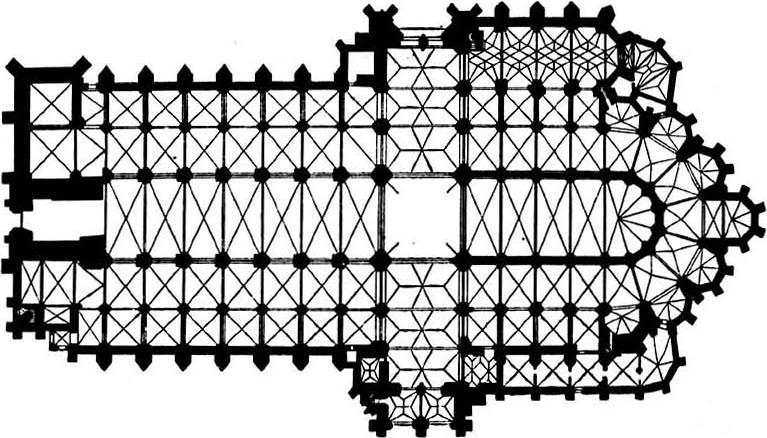
St-Janskathedraal, Den Bosch. Linksboven en -onder: zijkapellen. Rechts: straalkapellen

Een zijkapel is een kapel die deel uitmaakt van een kerkgebouw. Meestal liggen de zijkapellen tegen de zijbeuken van de kerk, soms ook direct tegen het schip. In een zijkapel is vaak een zijaltaar geplaatst tegen de oostelijke wand. Een aparte vorm van zijkapellen zijn de straalkapellen, die zich in een krans rondom het priesterkoor of de kooromgang bevinden.
Zijkapellen zijn vaak gesticht door een gilde of door een weldoener van de kerk. Een zijkapel is meestal gewijd aan Maria en wordt dan Mariakapel genoemd, een heilige of een bepaalde devotie, zoals het Heilig Hart van Jezus of Onze-Lieve-Vrouw van Altijddurende Bijstand. In de kapel staat meestal een altaar met een beeld of schildering van de desbetreffende heilige of devotie. Zijkapellen kunnen ook dienen als plek voor een grafmonument voor een hoogeplaatste geestelijke of een welgesteld persoon.

## Voorbeelden
- De Sint-Servaasbasiliek in Maastricht heeft nog steeds negen kapellen, maar dat zijn er meer geweest.
- Een kapel waar de doopvont in staat wordt een doopkapel of baptisterium genoemd.

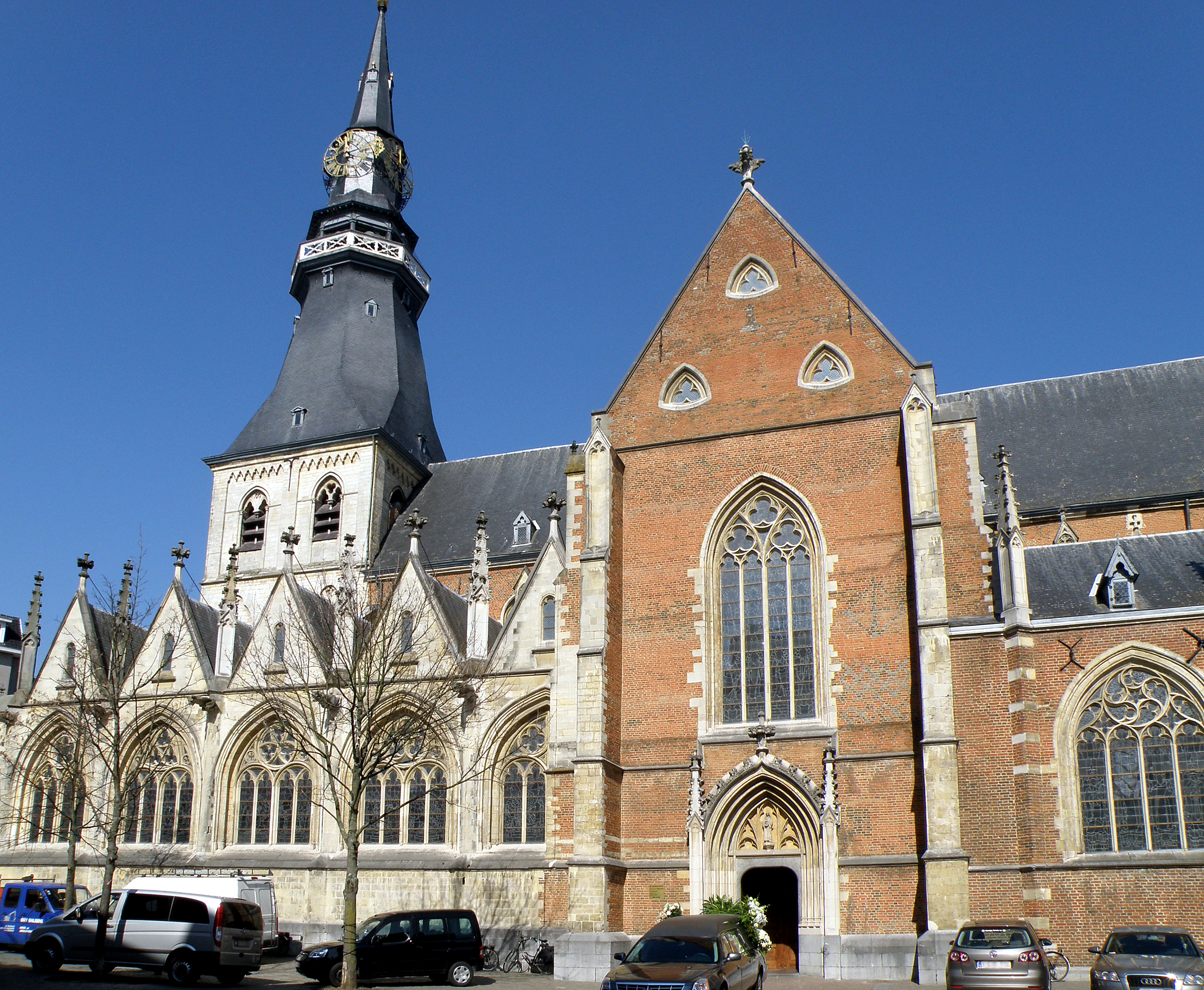
Zijkapellen Sint-Quintinuskathedraal, Hasselt
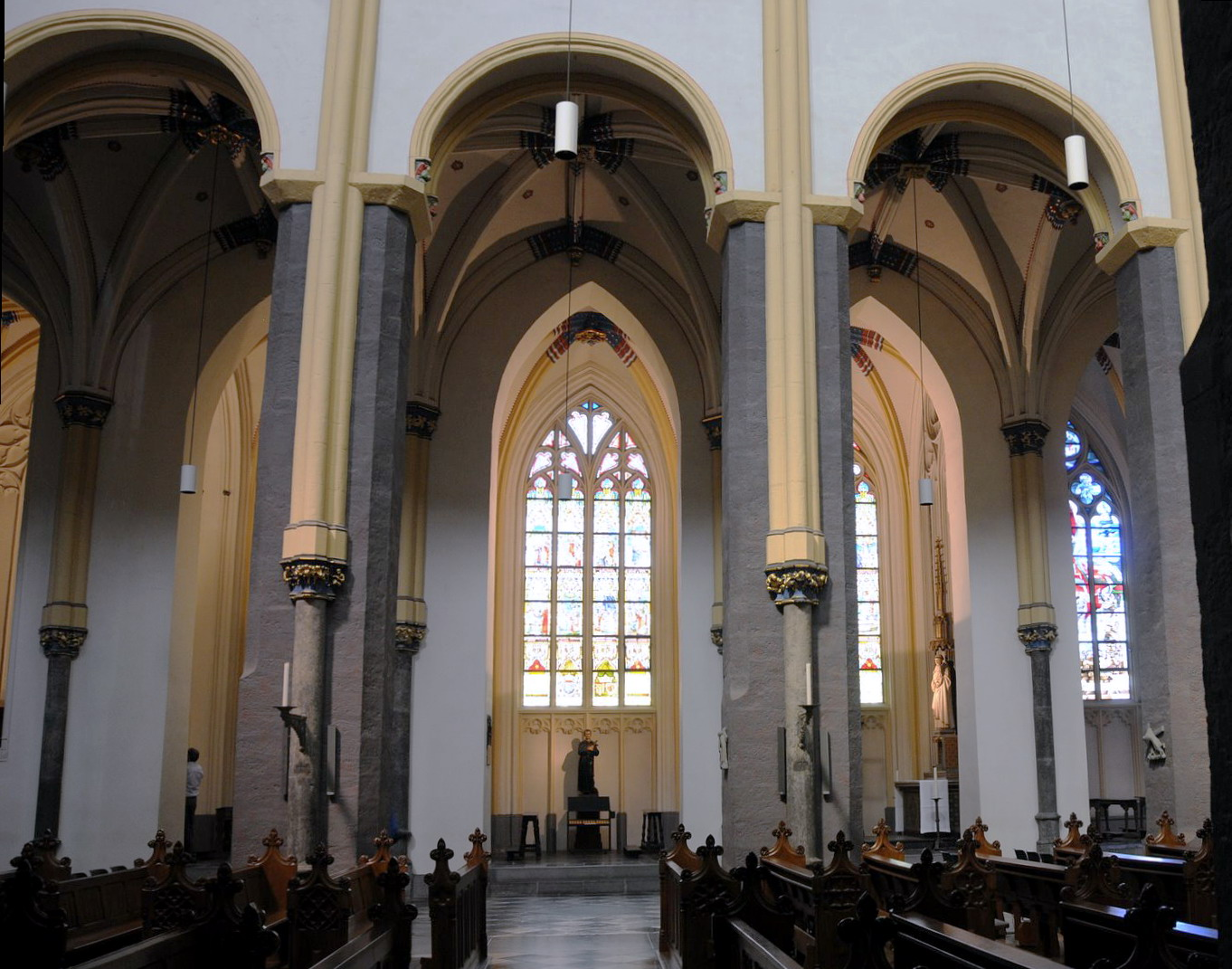
Zijkapellen Sint-Servaasbasiliek, Maastricht
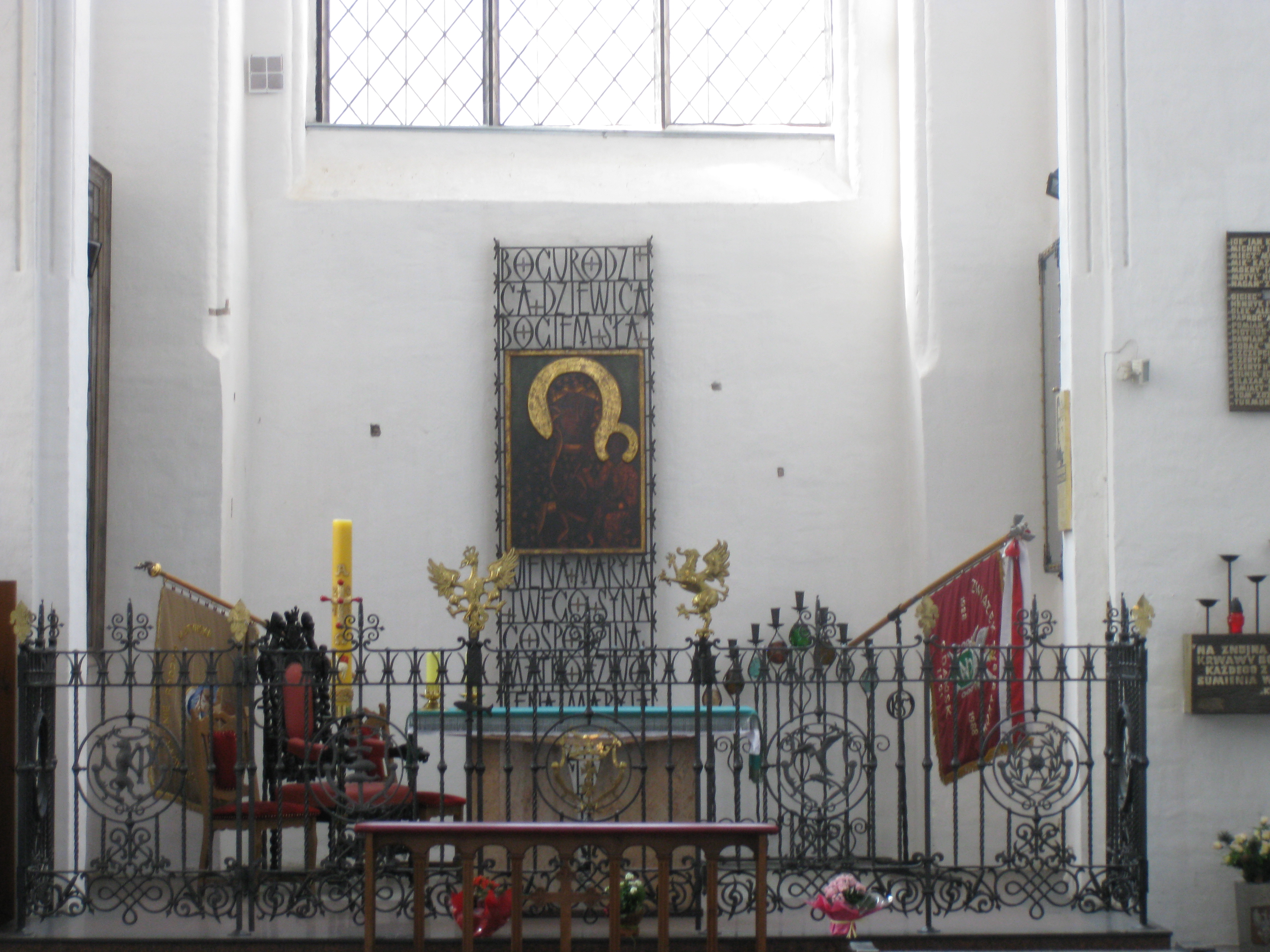
Mariakapel, O.L.-Vrouwekerk, Gdańsk
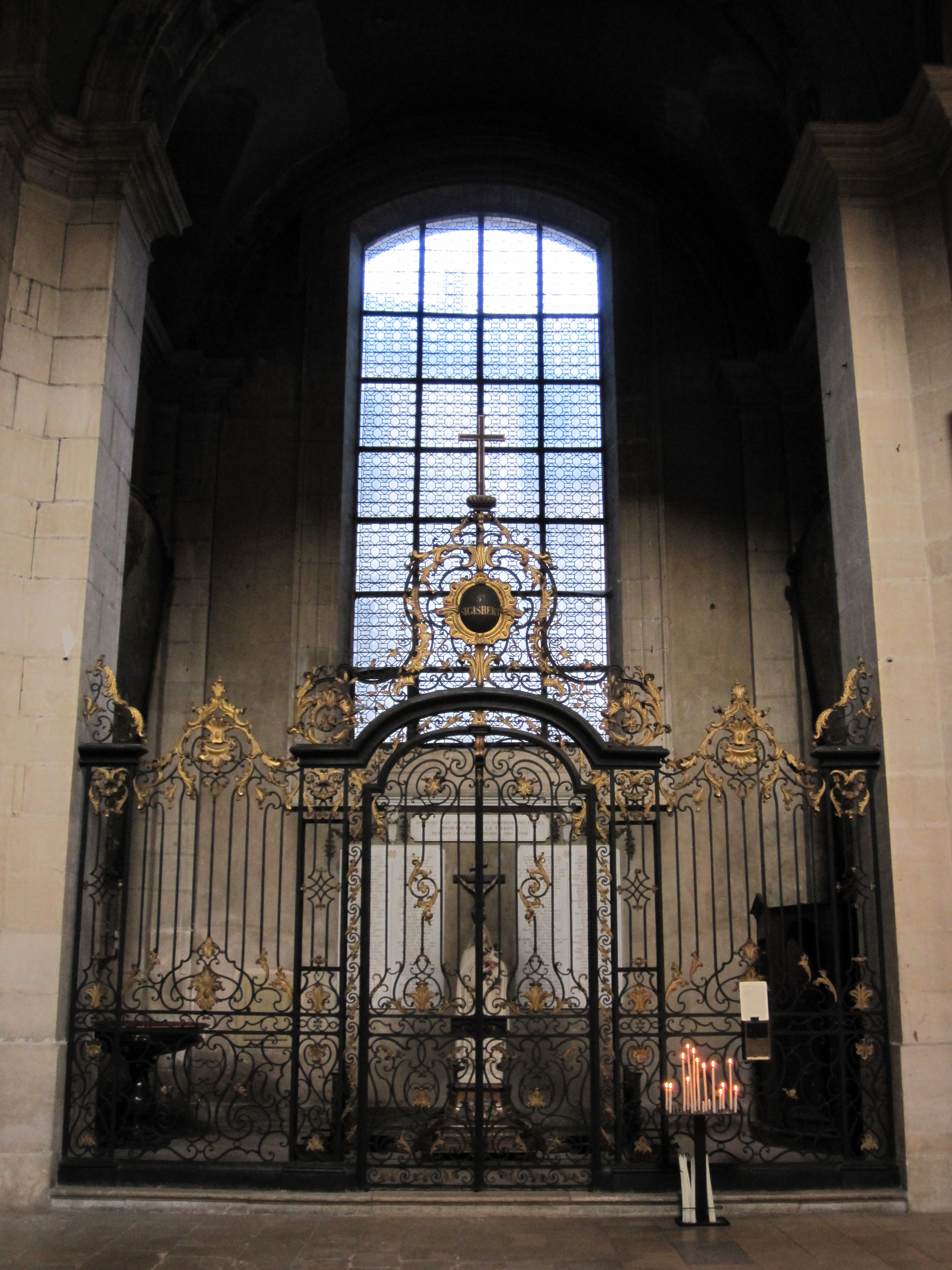
Kapel van St-Sigisbert, kathedraal van Nancy